# VIII Mostra de Cinema Llatinoamericà de Lleida
La VIII Mostra de Cinema Llatinoamericà de Lleida va tenir lloc a Lleida entre el 15 i el 22 de març de 2002. Fou organitzada pel Centre Llatinoamericà de Lleida amb el suport del Patronat de Turisme de la Paeria de Lleida i la col·laboració de la Fundació "la Caixa", la Universitat de Lleida, l'Instituto de Cooperación Iberoamericana, el Ministeri d'Assumptes Socials d'Espanya, la Casa de América i l'Institut Català de Cooperació Iberoamericana. La inauguració i clausura es van celebrar al Teatre Principal de Lleida i les exhibicions als Cinemes Rambla. Es van projectar un total de 91 pel·lícules, 13 d'elles en la selecció oficial. En aquesta edició es va retre homenatge als actors Pedro Armendáriz, Paco Rabal i Anthony Quinn, i a l'escriptor Jorge Amado.

## Pel·lícules exhibides

### Selecció oficial
- 25 Watts de Juan Pablo Rebella i Pablo Stoll
- En la puta vida de Beatriz Flores Silva
- Bolivia d'Israel Adrián Caetano
- Rosarigasinos de Rodrigo Grande
- La fiebre del loco d'Andrés Wood
- Lavoura Arcaica de Luiz Fernando Carvalho

### Homenatge a Pedro Armendáriz
- Des de Rússia amb amor (1963) de Terence Young
- Enamorada (1946) d'Emilio Fernández Romo
- María Candelaria (1943) d'Emilio Fernández Romo
- Distinto amanecer (1943 de Julio Bracho

## Jurat
En aquesta ocasió està presidit per l'actriu catalana Mercè Sampietro i formada pel fotògraf mexicà Gabriel Figueroa, el dramaturg Josi Ganzenmüller, l'actor Francisco Algora i el director de cinema Francesc Betriu. Atorguen tots els premis llevat el de millor guió, atorgat per l'ICCI.

## Premis
Els premis atorgats en aquesta edició foren:
| Categoria            | Premiat               | Treball               |
| -------------------- | --------------------- | --------------------- |
| Premi de l'Audiència | En la puta vida       | Beatriz Flores Silva  |
| Millor pel·lícula    | En la puta vida       | Beatriz Flores Silva  |
| Menció especial      | Bolivia               | Israel Adrián Caetano |
| Millor opera prima   | Rosarigasinos         | Rodrigo Grande        |
| Millor director      | Andrés Wood           | La fiebre del loco    |
| Millor actor         | Selton Mello          | Lavoura Arcaica       |
| Millor actriu        | Andrea Fantoni        | En la puta vida       |
| Millor guió          | Israel Adrián Caetano | Bolivia               |